# Eschata rembrandti
Eschata rembrandti là một loài bướm đêm trong họ Crambidae.